# Axel Schulz (Bildhauer)
Axel Schulz (* 20. Mai 1937 in Königs Wusterhausen; † 4. März 2012 in Neuentempel) war ein deutscher Bildhauer und Grafiker.

## Leben
Schulz machte das Abitur und studierte von 1955 bis 1960 Bildhauerei an der Kunsthochschule Berlin-Weißensee bei Heinrich Drake. Nach kurzer Tätigkeit im Betonwerk Schwedt/Oder und einer halbjährigen Aspirantur bei Selman Selmanagić begann er 1961 in Berlin als freischaffender Bildhauer zu arbeiten. 1963 erfolgte sein Umzug nach Schwedt. Dort arbeitete er neben seiner künstlerischen Tätigkeit im Erdölverarbeitungswerk als Leiter eines volkskünstlerischen Zirkels. Für den Rat der Stadt, durch den er weitere Auftragsarbeiten im öffentlichen Raum erhielt, schuf er die Skulptur Liebespaar, die am 1. Mai 1965 kurz nach der Maidemonstration enthüllt wurde. „…Optimistischer als durch diese Skulptur hätte die kommende Zeit […] wohl kaum veranschaulicht werden können.“
Seit 1958 war Axel Schulz mit der Künstlerin Cornelia Schulz (* 1940) verheiratet. Sie lebten am Rand des Ortskerns von Schwedt in einem malerischen Fachwerkhaus. Das Paar hatte vier Kinder.

## Ehrungen
- 1969: Kunstpreis des Erdölverabeitungswerks Schwedt
- 1981: Heinrich-von-Kleist-Kunstpreis der Stadt Frankfurt/Oder[3]
- 1982: Kunstpreis des FDGB (im Kollektiv)

## Werke (Auswahl)

### Plastik
Werke, zum Teil im öffentlichen Raum, sind u. a.: Rollschuhläuferin, Bronze (1962); Junges Paar, Sandstein (1982); undatiert sind Usbekischer Eselreiter, Bronze; Bauarbeiter, Bronze; Mongolische Großmutter, Bronze; Seejungfrauen, Bronze, in Bad Saarow. Als ein Akt der Wertschätzung erfolgte 2012 nach einem nachgelassenen Modell der postume Guss der Bronzeplastik Goldener Reiter für den Hugenottenpark in Schwedt/Oder.

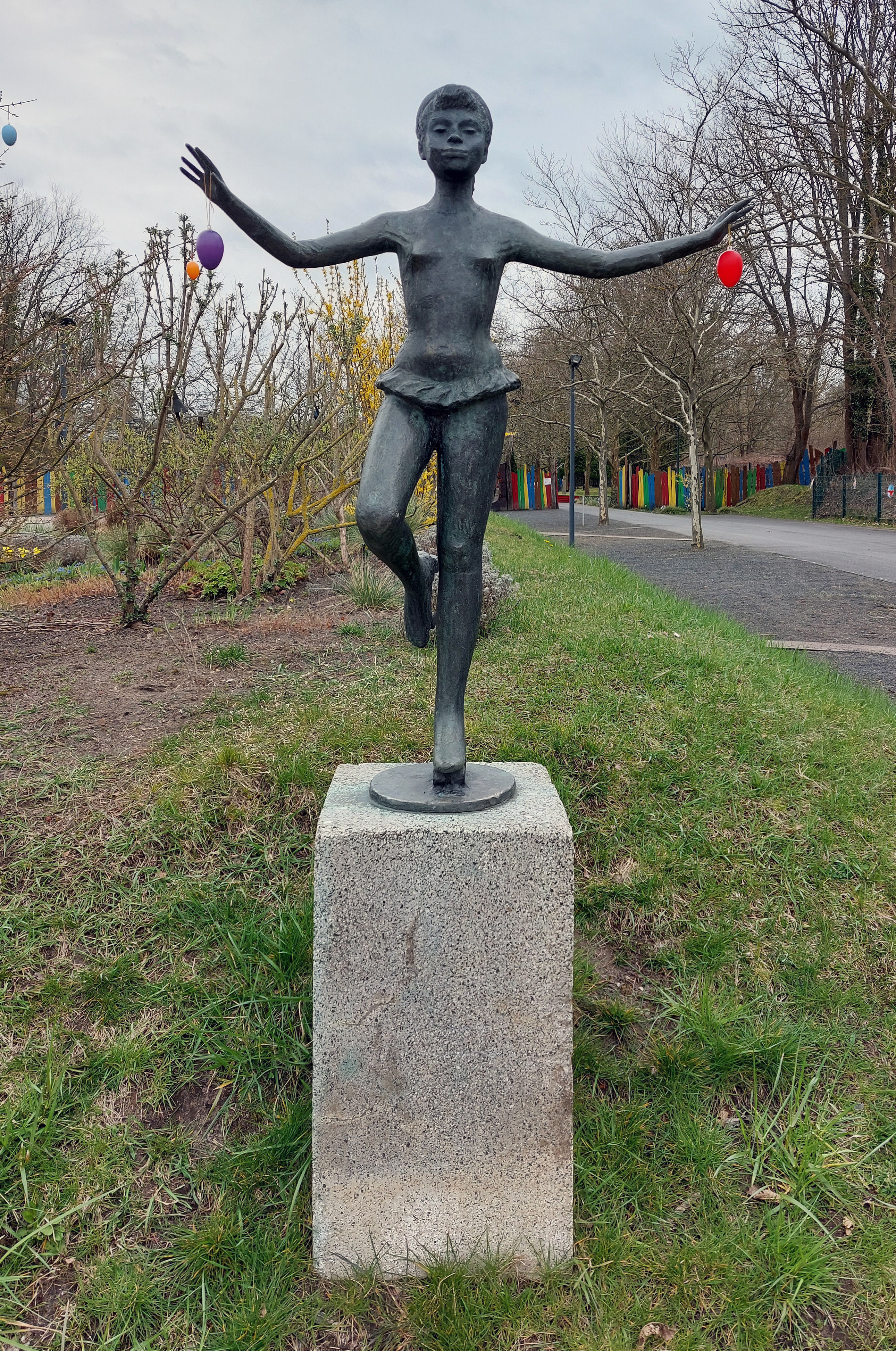
"Tanzende Rollschuhläuferin" in Eberswalde (1962)
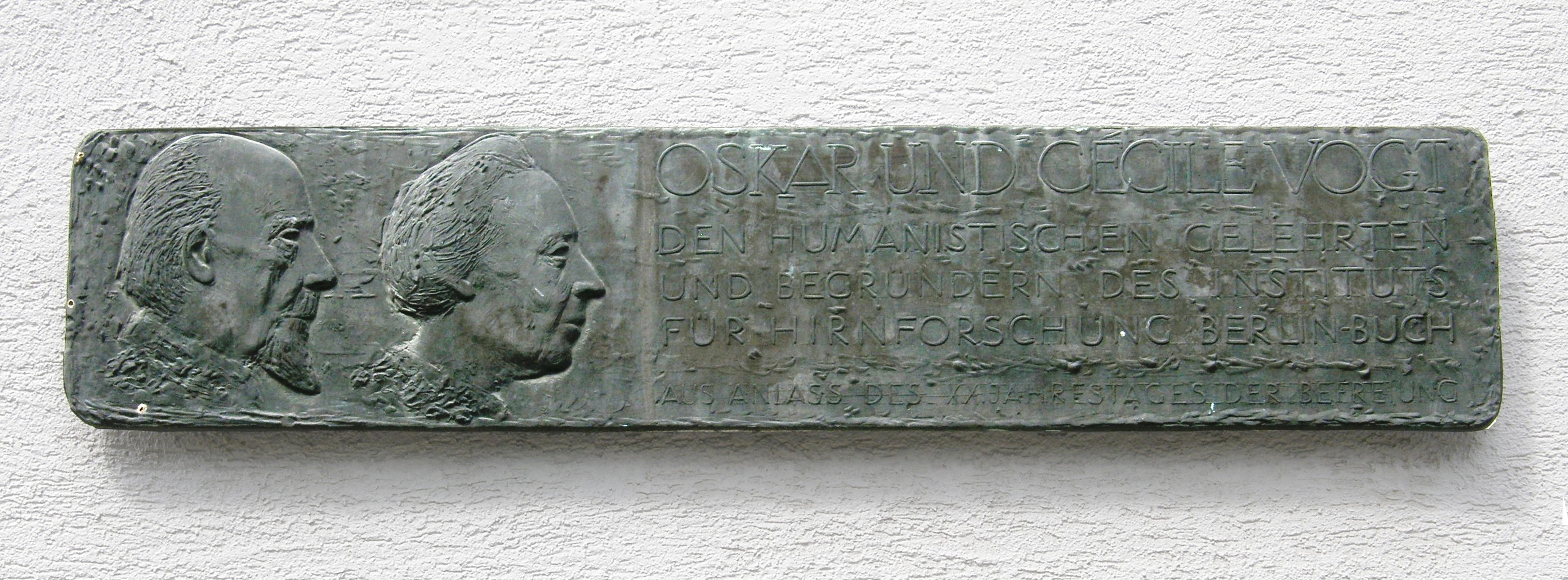
Gedenktafel für Oskar und Cécile Vogt in Berlin-Buch (1965)
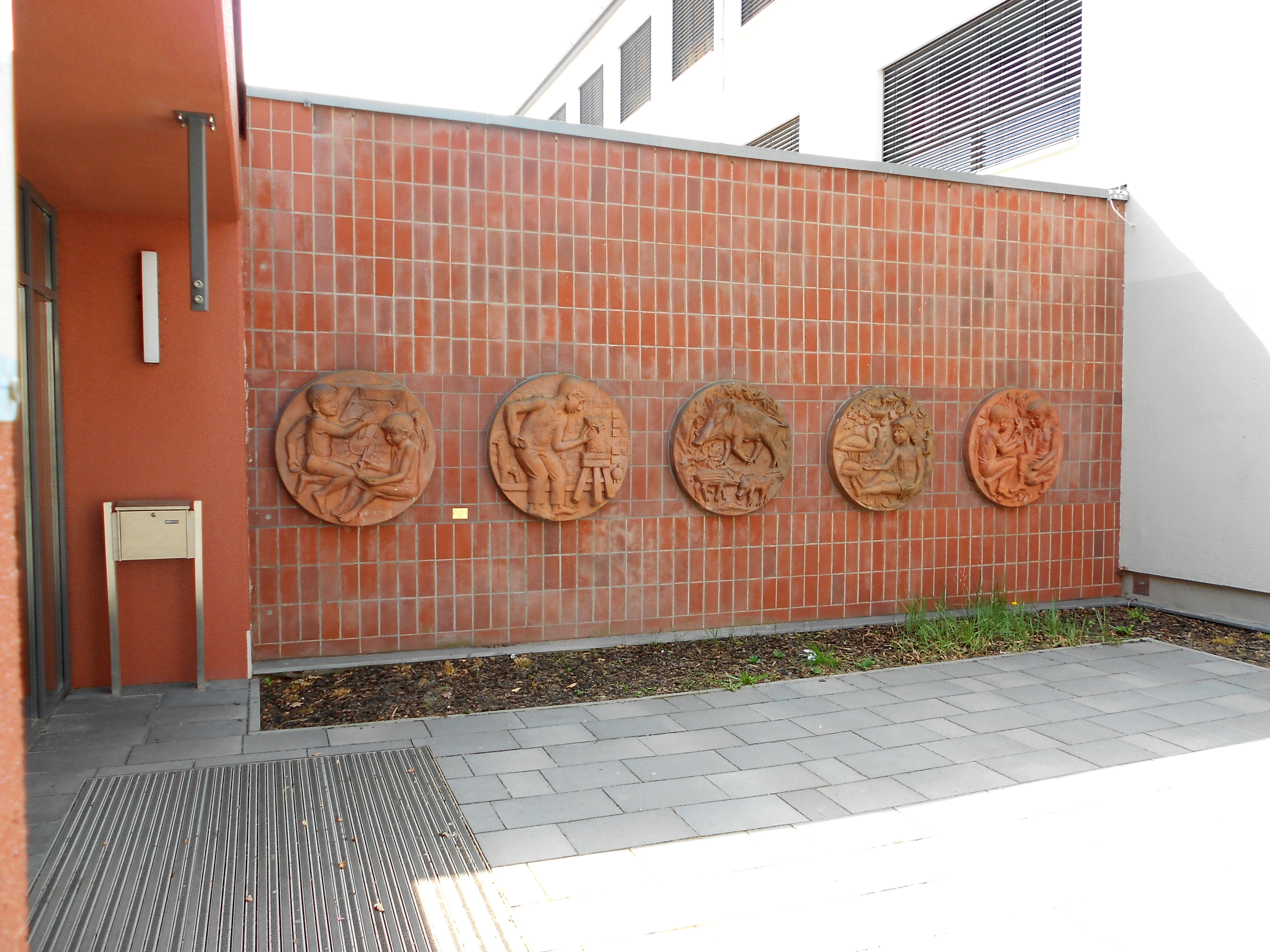
Terrakottareliefs in Eberswalde, Wildparkstraße, von Baldur Schönfelder und Axel Schulz (1966)
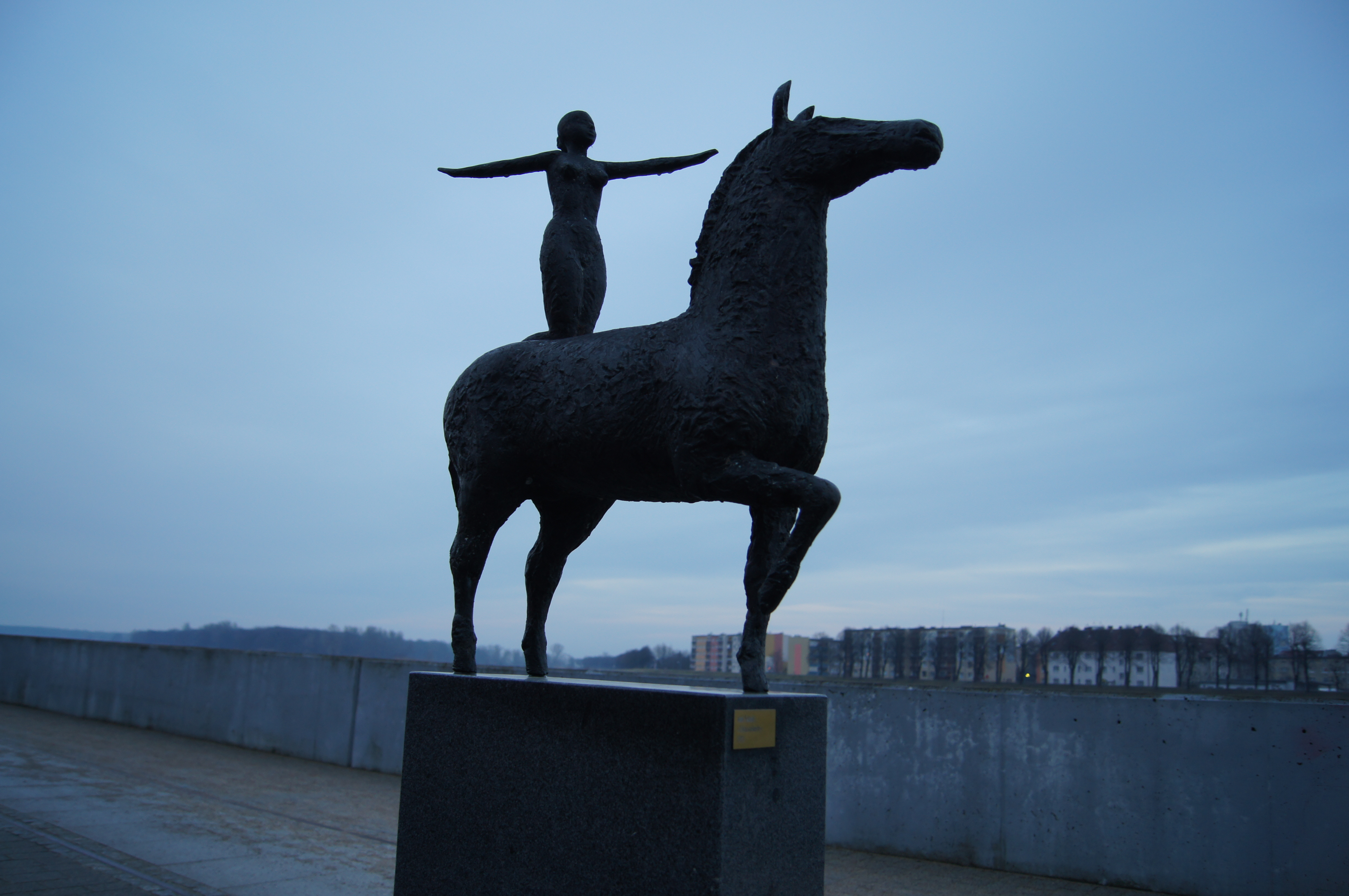
„Zirkusreiterin“ in Frankfurt (Oder) (1977)
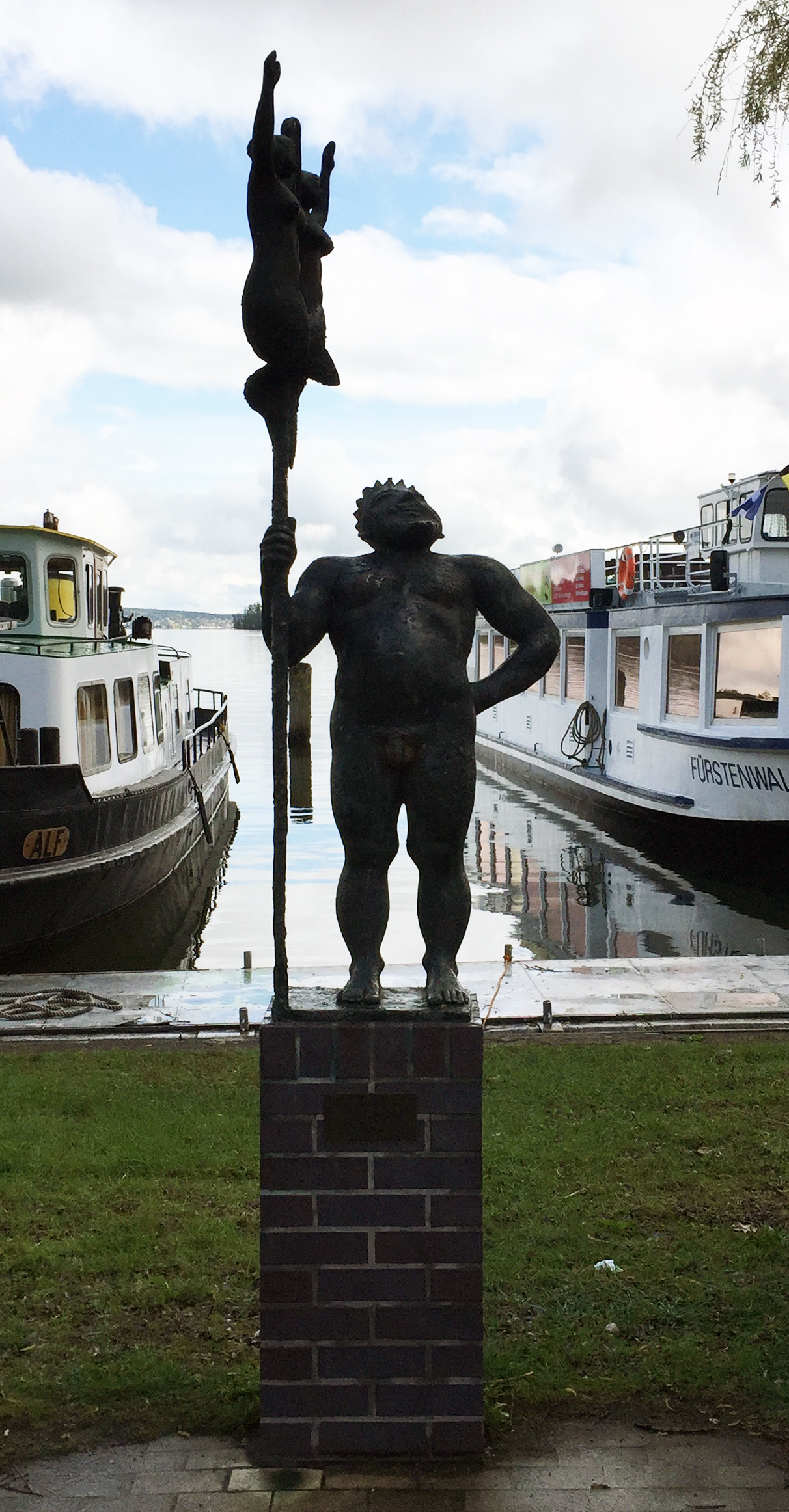
„Neptun“ in Bad Saarow (1978)
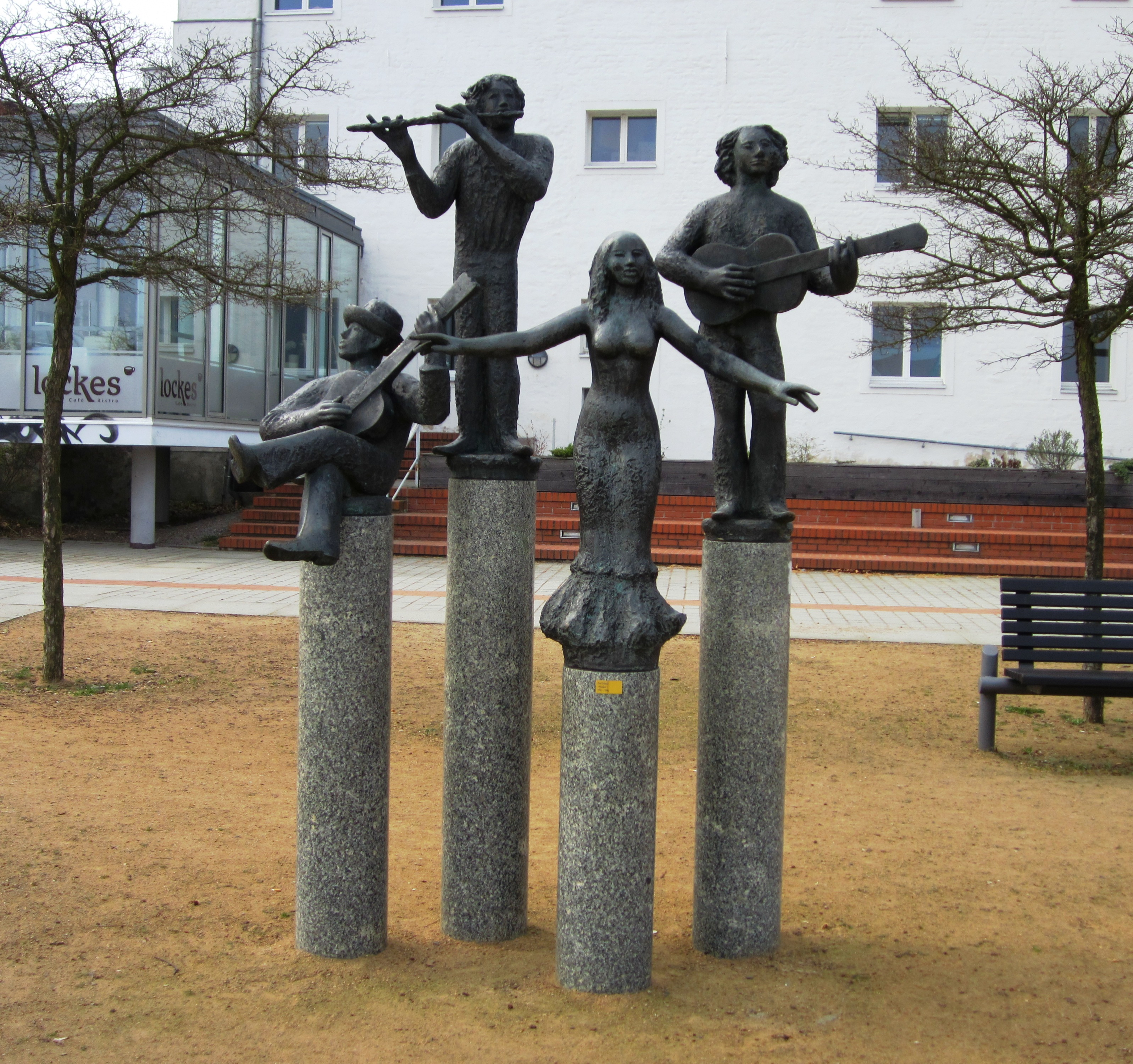
„Musiker“ in Frankfurt (Oder) (1981–84)
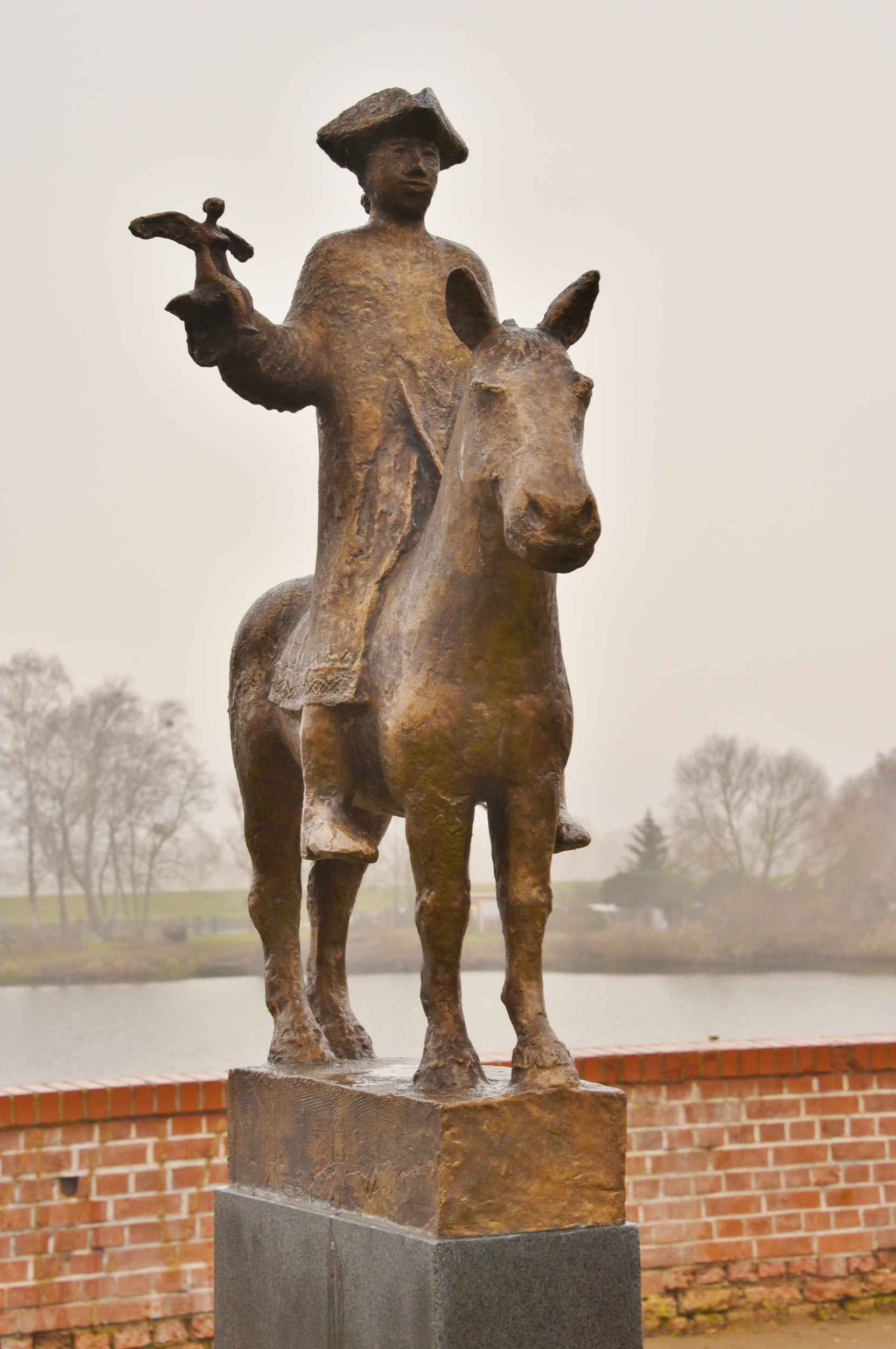
„Goldener Reiter“ in Schwedt (2012, Postum)

### Grafik
- Die Liebe und die Bombe (1965, Folge von Schnitt-Monotypien)[5]

## Ausstellungen
Eine erste Einzelausstellung hatte Schulz 1987 in Schwedt, der weitere in Eisenhüttenstadt, Seelow und Eberswalde folgten. Seit 1962 beteiligte er sich an der Deutschen Kunstausstellung in Dresden, später der Kunstausstellung der DDR (1972, 1977, 1982), sowie an diversen Bezirkskunstausstellungen in Frankfurt/Oder und Gera, dazu weitere zentrale Ausstellungen des Verbandes Bildender Künstler der DDR. Zum 70. Geburtstag wurde Axel Schulz vom Kunstverein Schwedt mit der Ausstellung 40 Jahre Bildhaueratelier Monplaisir gewürdigt. Das Deutsche Historische Museum zeigte in der Gemeinschaftsausstellung Auftrag: Kunst seinen Jungen Bauarbeiter von 1963 als exemplarisches Beispiel der damaligen DDR-Kunst.